# 2 Dywizja Zmechanizowana (Bundeswehra)
2 Dywizja Zmechanizowana (niem. 2. Panzergrenadierdivision) – zmechanizowany związek taktyczny Bundeswehry.
W okresie zimnej wojny dywizja  wchodziła w skład 3 Korpusu Armijnego i przewidziana była do działań w pasie Centralnej Grupy Armii.

## Struktura organizacyjna
Organizacja w 1989:
- dowództwo dywizji – Kassel-Wilhelmshöhe
- 4 Brygada Zmechanizowana – Göttingen-Geismar
- 5 Brygada Zmechanizowana Kurhessen – Homberg (Efze)
- 6 Brygada Pancerna – Hofgeismar
- 2 pułk artylerii – Kassel-Wilhelmshöhe
- 2 pułk przeciwlotniczy – Kassel-Wilhelmshöhe